# António de Freitas Pimentel
António de Freitas Pimentel (Lajes das Flores, 15 de julho de 1901 — Horta, 14 de abril de 1981) foi um médico e político açoriano que exerceu durante 18 anos as funções de Governador Civil do Distrito Autónomo da Horta, funções em que se notabilizou.

## Biografia
António de Freitas Pimentel nasceu nas Lajes das Flores a 15 de Maio de 1901, filho de António de Freitas Pimentel e de Maria do Rosário Trigueiros Pimentel. Era irmão do médico José de Freitas Pimentel, que se notabilizou no combate à gripe espanhola na ilha do Pico.
Estudou nos Liceus da Horta e de Angra do Heroísmo, ingressando na Faculdade de Medicina da Universidade de Lisboa, onde se licenciou em 1929.
Casou em 1930 com a Dr.ª Maria Francisca Paes Dias, tendo o casal fixado residência na cidade da Horta, onde viveu o resto da sua vida.
Na Horta, para além de exercer medicina, desenvolveu uma intensa actividade política, começando por militar, com Manuel José da Silva e outros faialenses, em círculos oposicionistas contra a ditadura implantada pela Revolução Nacional. Contudo, aceitou ser nomeado, em 7 de Agosto de 1935, Vice-Governador Civil do Distrito Autónomo da Horta. 
Tendo ingressado definitivamente na esfera política do Estado Novo, a 28 de Novembro de 1945 foi nomeado presidente da Câmara Municipal da Horta, cargo que desempenhou com reconhecida competência. 
Depois da sua passagem pela Câmara Municipal da Horta, a 30 de Junho de 1953 foi nomeado Governador Civil do Distrito da Horta cargo que viria a exercer durante quase duas décadas.
Cessou as funções de Governador Civil para exercer as de deputado, escolhido em 1973, pela União Nacional na Assembleia Nacional do Estado Novo, cargo que exerceu até 25 de Abril de 1974.
Na sua acção à frente do Distrito da Horta, destaca-se a condução da crise causada pela erupção do vulcão dos Capelinhos e a administração do regime de vistos especiais de imigração concedidos pelos Estados Unidos às famílias afectadas. Foi graças ao seu excelente trabalho com cooperação do governo da republica, que alguns anos após o vulcão dos Capelinhos, Freitas Pimentel foi galardoado com a mais alta condecoração portuguesa,  Ordem Militar da Torre e Espada, do Valor, Lealdade e Mérito, com o grau de Oficial, tendo sido o Outorgante o Presidente Américo Thomaz. 
Também no período em que foi Governador Civil foram construídos o Aeroporto da Horta, a Avenida Marginal da Horta, e ainda, em cooperação com a França no âmbito da instalação da Base Francesa das Flores, o Aeroporto das Flores, o Hospital das Flores, a Central Hidroeléctrica das Flores e respectiva rede de distribuição.
Outras acções importantes foram a ampliação das redes de estradas e de águas das ilhas do Faial, Pico, Flores, e Corvo e a reestruturação da respectiva rede de escolas do ensino primário. No termo do seu mandato o antigo Distrito Autónomo da Horta tinha uma das menores taxas de analfabetismo do país e a sua melhor rede escolar.
António de Freitas Pimentel faleceu na Horta a 14 de Abril de 1981.

## Condecorações
- Grande-Oficial da Ordem Militar de Cristo de Portugal (28 de maio de 1958)
- Grande-Oficial da Ordem do Infante D. Henrique de Portugal (15 de junho de 1962)
- Oficial da Ordem Militar da Torre e Espada, do Valor, Lealdade e Mérito de Portugal (4 de julho de 1973)[1]